# رونغ بايشنغ
رونغ بايشنغ (بالصينية: 容柏生، بالإنجليزية: Rong Baisheng) (ولد 27 أغسطس 1930م - 11 مايو 2019م) معماري ومهندس مدني صيني، ورائد في تصميم ناطحات السحاب والبناء في الصين، تم انتخابه كعضو أساسي في الأكاديمية الصينية للهندسة في عام 1995. تشمل أعماله مبنى غوانزو الدولي الذي كان أطول مبنى في الصين عند الانتهاء منه في عام 1990، وفندق شنتشن شانجريلا هوتل (1981).

## الحياة والتعليم
ولد رونغ في 27 أغسطس 1930، في غوانزو مقاطعة غوانغدونغ في الصين، مع منزل أجداده في نانبينغ تشوهاى. كان والده يعمل في الجيش، وأصبحت الأسرة لاجئة خلال الحرب اليابانية الصينية الثانية. كان في كثير من الأحيان هاربًا مع والدته وإخوته للتخفي من بطش الاحتلال الياباني.
بعد استسلام اليابان في عام 1945، عاد رونغ إلى قوانغتشو واستأنف تعليمه. في سبتمبر 1949 التحق بقسم الهندسة المدنية بجامعة لينجنان (غوانزو). في عام 1952 عندما أعادت الحكومة الشيوعية تنظيم التعليم العالي في الصين وفقًا للنموذج السوفيتي، أصبحت الأقسام الهندسية في لينجنان جزءًا من معهد جنوب الصين للتكنولوجيا المنشئه حديثًا (جامعة جنوب الصين للتكنولوجيا حاليًا)، وكان رونغ عضوًا في الدفعة الأولى التي تخرج من الجامعة في يوليو 1953.

## عمله
بعد التخرج من الجامعة عمل رونغ في معهد البحوث والتصميم المعماري لمقاطعة قوانغدونغ من عام 1953 إلى عام 1958. من شهر يناير 1958 إلى يناير 1972 درَّس رونغ لمدة 14 عامًا في كلية الهندسة والعمارة في مقاطعة قوانغدونغ. عاد إلى معهد البحوث والتصميم المعماري لمقاطعة قوانغدونغ في عام 1972. بعد أن عمل لعدة عقود في معهد البحوث، أسس شركته الخاصة آر بي إس شركاء التصميم الهندسي المعماري في يناير 2003.
في السبعينيات بدأ رونغ البحث في التصميم الهيكلي لناطحات السحاب، وابتكر نظامًا كاملاً للمنهجية وبرامج الكمبيوتر. مع بدء عصر الإصلاح والانفتاح ازدهرت مهنة رونغ في الثمانينيات. قام بتصميم فندق فندق شنتشن شانجريلا هوتل (1981). كان المبنى المكون من 33 طابقًا علامة مميزة لشنتشن في ذلك الوقت، وفاز بجائزة تقدم العلوم والتكنولوجيا من وزارة البناء في الصين.
في عام 1985 صمم رونغ مبنى غوانزو الدولي بطول 200 متر، وارتفاع 63 طابقًا باستخدام تصميمات وتقنيات مبتكرة. عندما اكتمل المبنى في عام 1990 كان أطول مبنى في الصين، وأول ناطحة سحاب بطول 200 متر في البلاد. حاز المبنى على الميدالية الذهبية للتصميم الوطني، وجائزة زيان تيانيو للهندسة المدنية، وجائزة الدولة للعلوم والتقدم التكنولوجي (الدرجة الثانية). أصبح رونغ معترف به كرائد في تصميم وبناء ناطحات السحاب في الصين، وتم انتخابه كعضو أساسي في الأكاديمية الصينية للهندسة في عام 1995.

## وفاته
توفي رونغ في غوانزو في الصين في 11 مايو 2019 عن عمر يناهز 88 عامًا.